# Bourgeau (commune)
Pour les articles homonymes, voir Bourgeau.
Autrefois, un bourgeau désignait chaque  commune composant une commune générale en Suisse.
Par exemple, la commune de Meudon était l’une des cinq communes ou bourgeaux de la commune générale des Verrières ; elle est aujourd’hui un quartier de cette ville. 